# Johannes Simon (Boxer)
Johannes Simon, bekannt als Baluka (* 20. Jahrhundert), ist ein ehemaliger namibischer Profiboxer.
Der größte Erfolg in Simons Karriere war der Gewinn der Bronzemedaille im Fliegengewicht bei den Afrikaspielen 2007 im algerischen Algier. Insgesamt trat er bei 13 Profikämpfen an, wobei er alle gewinnen konnte. Sein erster Kampf fand am 15. September 2012 gegen seinen Landsmann Abner Mwafangeyo statt, der letzte Kampf wurde am 30. April 2021 gegen Leonard Gawanab ausgerichtet.
2007 erhielt Simon die Auszeichnung als Sportler des Jahres.